# Sicuani
A cidade peruana de Sicuani é a capital da Província de Canchis, situada no Departamento de Cusco, pertencente a Região de Cusco, Peru.